# Motorworld Village Metzingen

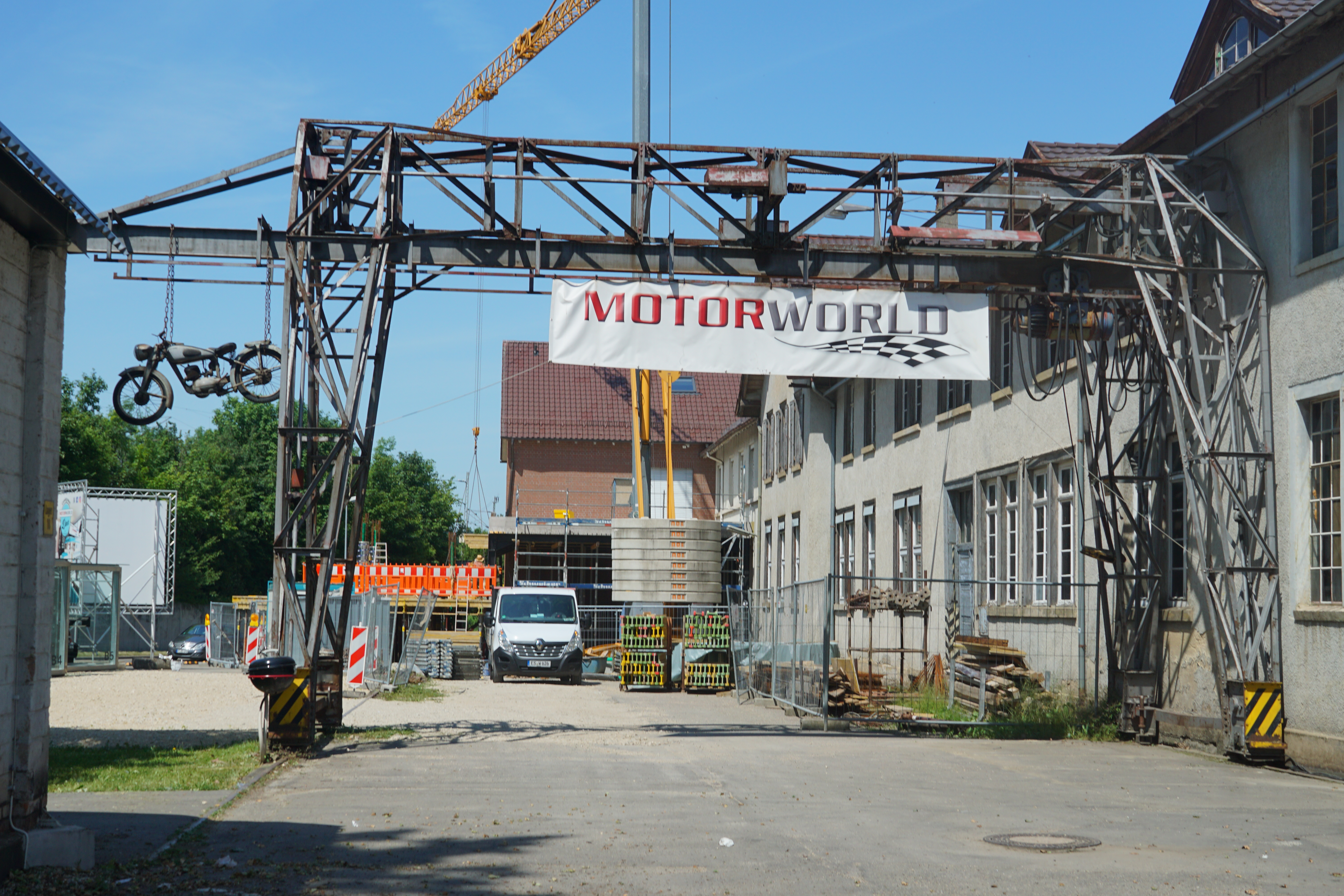
Die Motorworld-Baustelle im Sommer 2021

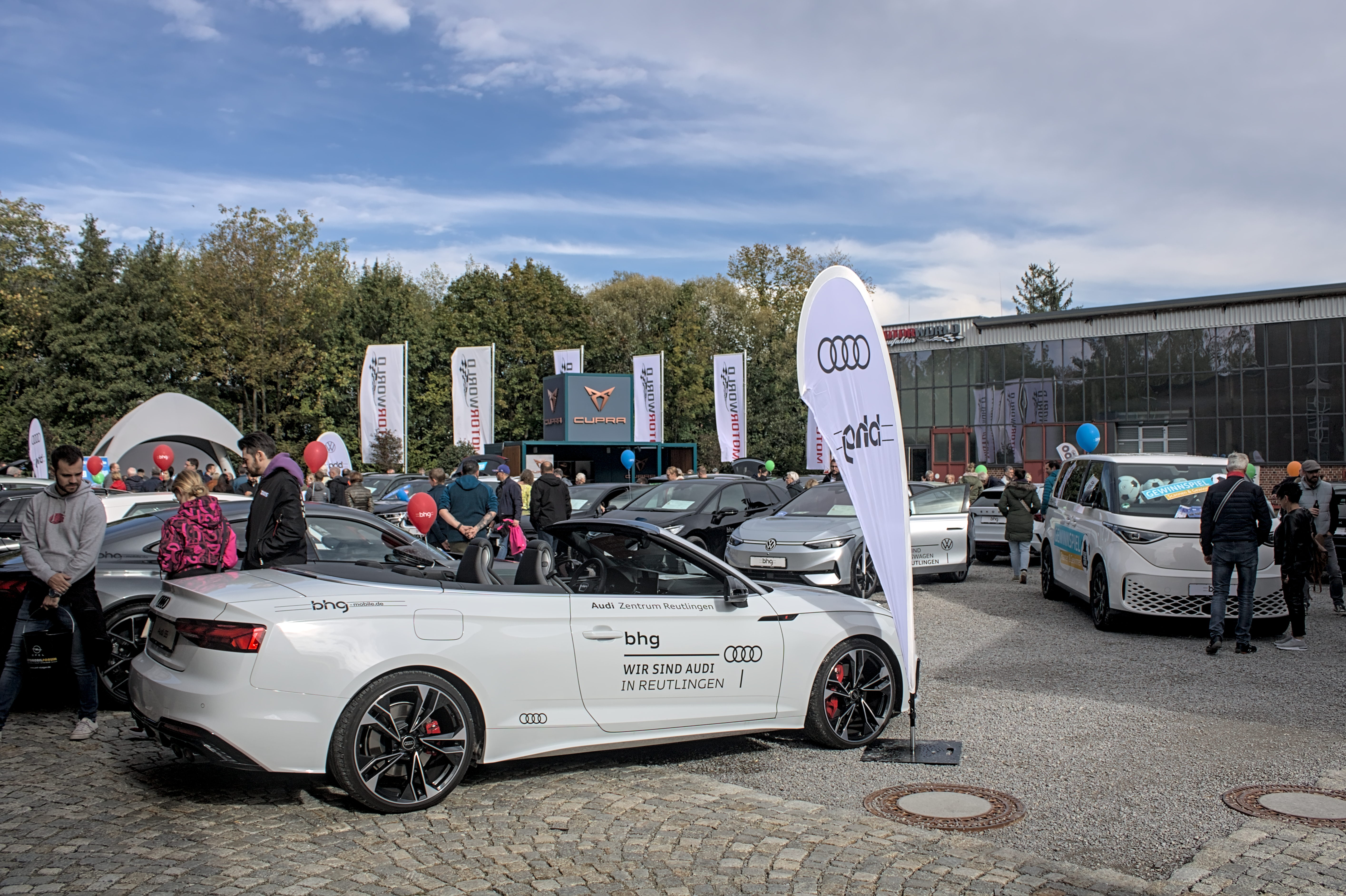
Automobilmesse „Rasant“ 2024

Die Motorworld Village Metzingen, zuvor Motorworld Manufaktur Metzingen ist ein Immobilienprojekt mit einer multifunktionalen Nachnutzung des denkmalgeschützten Gebäude-Ensembles der ehemaligen Firma Henning Schmiedetechnik in Metzingen. Geplant sind ein Oldtimer-, Zweirad- und Autozentrum, Gastronomie, ein Hotel und die Ansiedlung von Handels- und Serviceunternehmen und Einrichtungen für Veranstaltungen. 
Zu den geplanten Einrichtungen gehören neben Auto- und Zweiradhändlern auch Werkstätten, Fachbetriebe, Handwerksbetriebe, Shopping, verschiedene Service-Betriebe, Autosattlerei, Einkaufsmöglichkeiten, vermietete Glasboxen, Veranstaltungsräume, verschiedene Restaurants und ein Neubau eines V8-Hotels.  
Im Unterschied zu anderen Einrichtungen der Motorworld sollte dieser Standort anfänglich einen besonderen Schwerpunkt für „Schrauber“ im Bereich von Werkstätten, Restaurierung und Tuning haben. Danach wurde das Konzept mehr in Richtung Eventlocation verlagert und der Name von Motorworld Manufaktur in Motorworld Village Metzingen abgeändert. Die Einrichtungen und Anbieter sollen schrittweise ihren Betrieb aufnehmen und ungefähr im Jahr 2025 soll das Zentrum den vollen Ausbauzustand erreichen. Zwei Autohändler haben seither Räumlichkeiten für das Publikum eröffnet.

## Geschichte

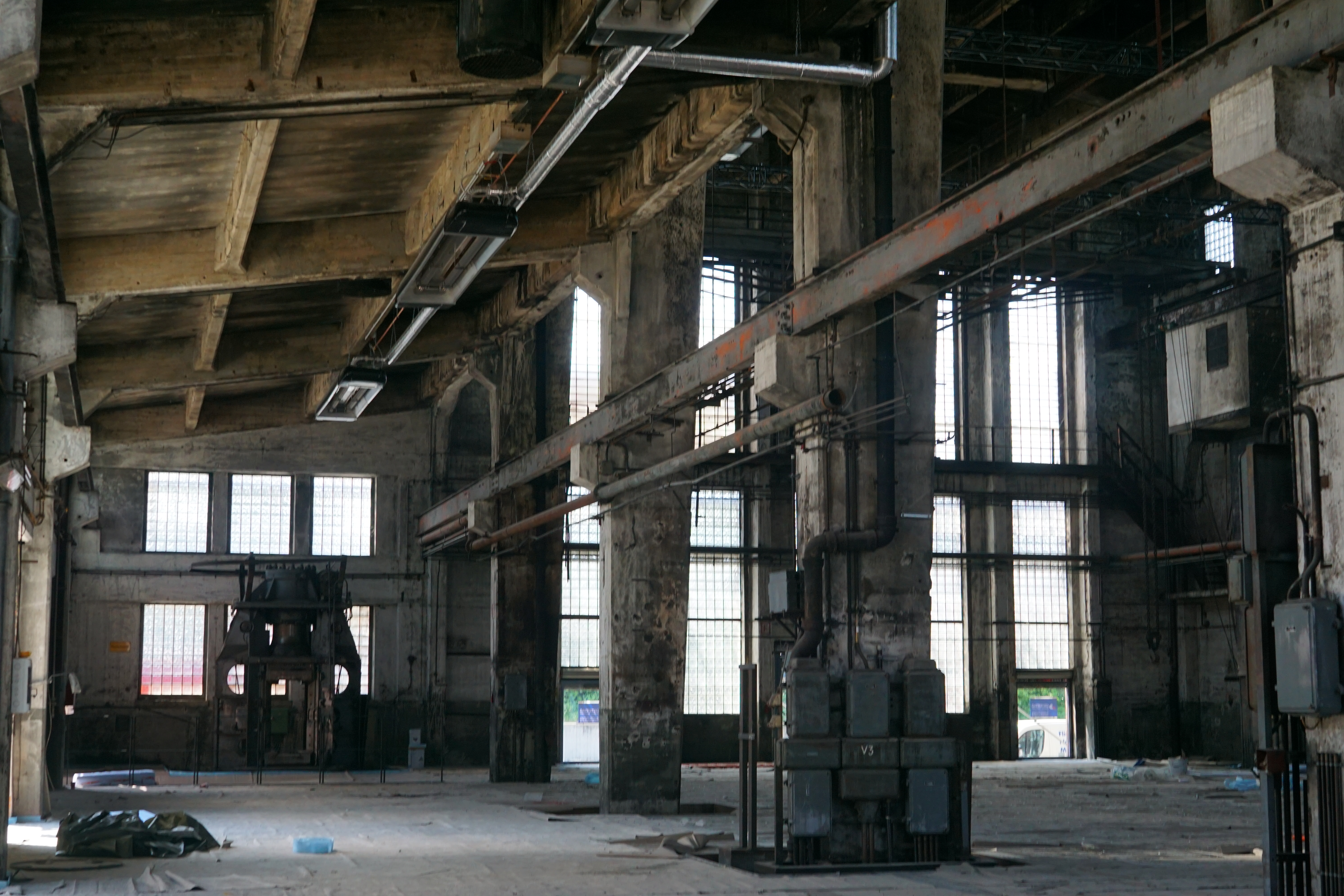
Die große Schmiedehalle während Bauarbeiten (2021)

Auf dem Gelände der heutigen Motorworld Village Metzingen befand sich ab 1859 ein Unternehmen zur Produktion von Schmiedeteilen. Jahrzehnte später wurden hier bei der Henning Schmiedetechnik Schmiedekomponenten für Nutzfahrzeuge und landwirtschaftliche Geräte produziert. Das Areal der  hat eine lange Tradition in der Herstellung von Fahrzeugteilen und ist ein Zeitzeuge der Industrialisierung in Deutschland. Seit dem Jahr 2013 endete der Betrieb und neue Konzepte für die Nachnutzung wurden entwickelt.

## Gebäude-Ensemble

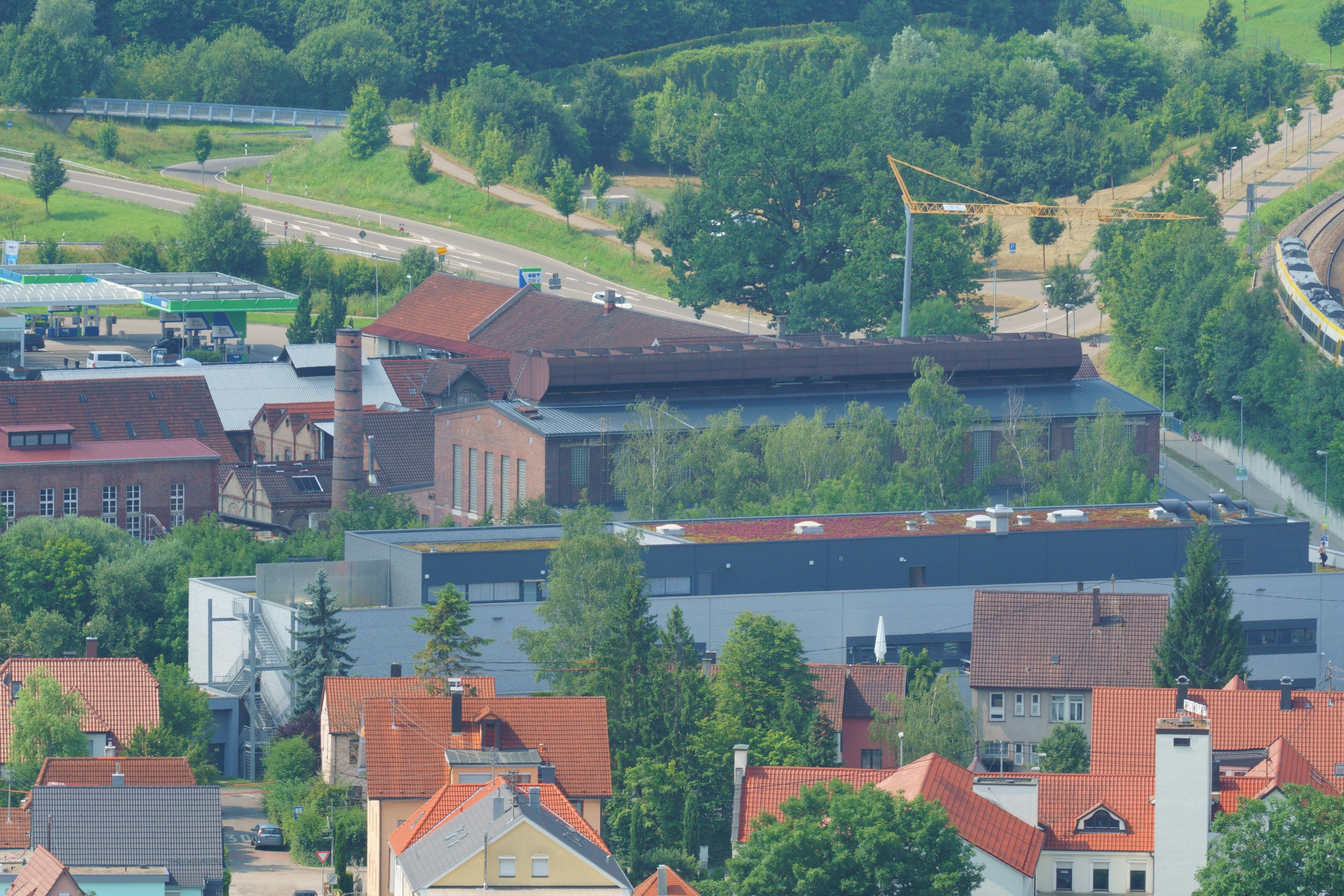
Motorworld Manufaktur Metzingen in den historischen Ziegelgebäuden der ehemaligen Schmiede

Das Areal mit 26.000 Quadratmeter umfasst ein denkmalgeschütztes Ensemble mit elf Gebäuden, von denen sechs aufwendig denkmalgerecht saniert wurden. Dazu gehört die „Große Schmiedehalle“. Ein Teil der Motorworld befindet sich in den denkmalgeschützten Gebäuden Auchtertstraße 13,15 und 15/1, die zur ehemaligen Schmiede der Henning Schmiedetechnik und Maschinenbau im Süden der Stadt Metzingen gehörten, in unmittelbarer Nähe zur Outletcity Metzingen. Die bestehenden Gebäude und Teile der Einrichtung werden restauriert und gesichert, um sie für die Nachwelt zu erhalten. Einige nicht denkmalgeschützte Teile wurden abgerissen und einige Teile sollen neu gebaut werden. Die Straßenbezeichnung wurde im Zuge der Neuentwicklung geändert in „Alte Schmiede“. Durch das Gebäude-Ensemble verläuft der Ermskanal und in früheren Zeiten wurde dort auch ein Wasserrad betrieben, dieses ist erhalten und wird auf dem Gelände ausgestellt. Ein Teil des Kanals verläuft unterirdisch unter den Gebäuden.